# Maria Ana Sofia da Saxónia
Maria Ana Sofia Sabina Ângela Francisca Xaviera da Saxónia (em alemão:  Maria Anna Sophie Sabina Angela Franziska Xaveria; Castelo de Dresden, 29 de agosto de 1728 — Castelo de Fürstenried, 17 de fevereiro de 1797) foi uma filha do rei Augusto III da Polônia e da sua esposa, a arquiduquesa Maria Josefa da Áustria. Tornou-se princesa-eleitora da Baviera através do seu casamento com o príncipe-eleitor Maximiliano III José da Baviera.

## Biografia

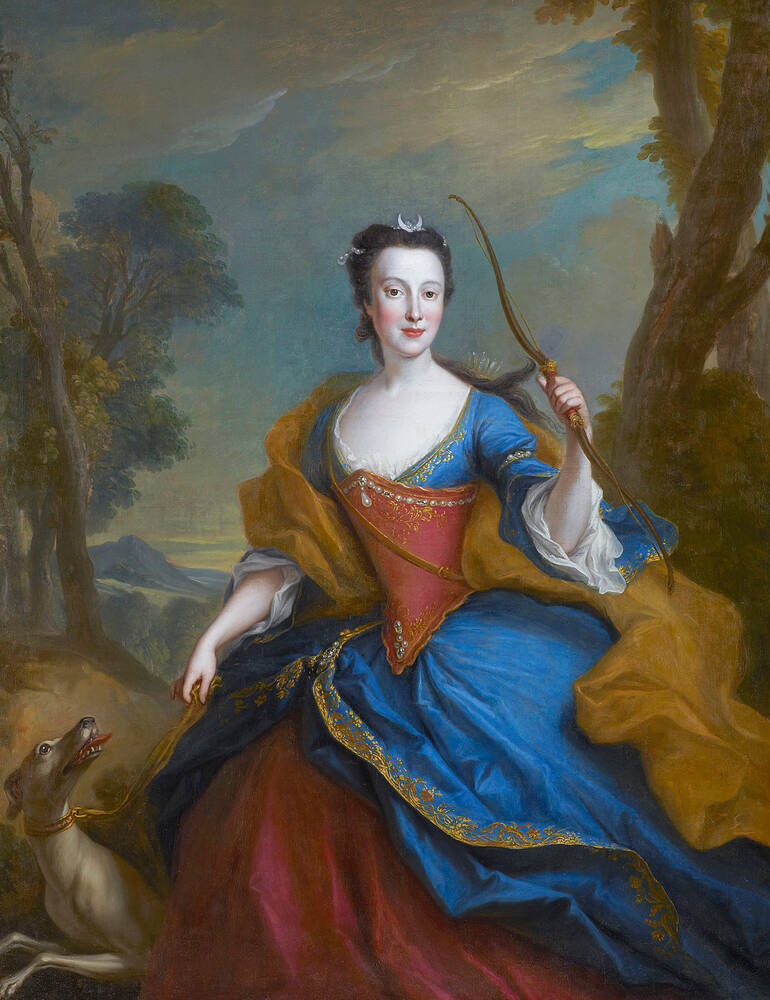
Maria Ana da Saxónia em 1746 por Louis de Silvestre.

Maria Ana era uma dos quinze filhos do rei Augusto III da Polônia e da sua esposa, a arquiduquesa Maria Josefa da Áustria. Entre os seus irmãos mais notáveis contam-se o príncipe-eleitor Frederico Cristiano da Saxónia, a rainha Maria Amália de Espanha e a princesa Maria Josefa, mãe dos reis Luís XVI, Luís XVIII e Carlos X de França.
Casou-se com o príncipe-eleitor Maximiliano José da Baviera em 1747.

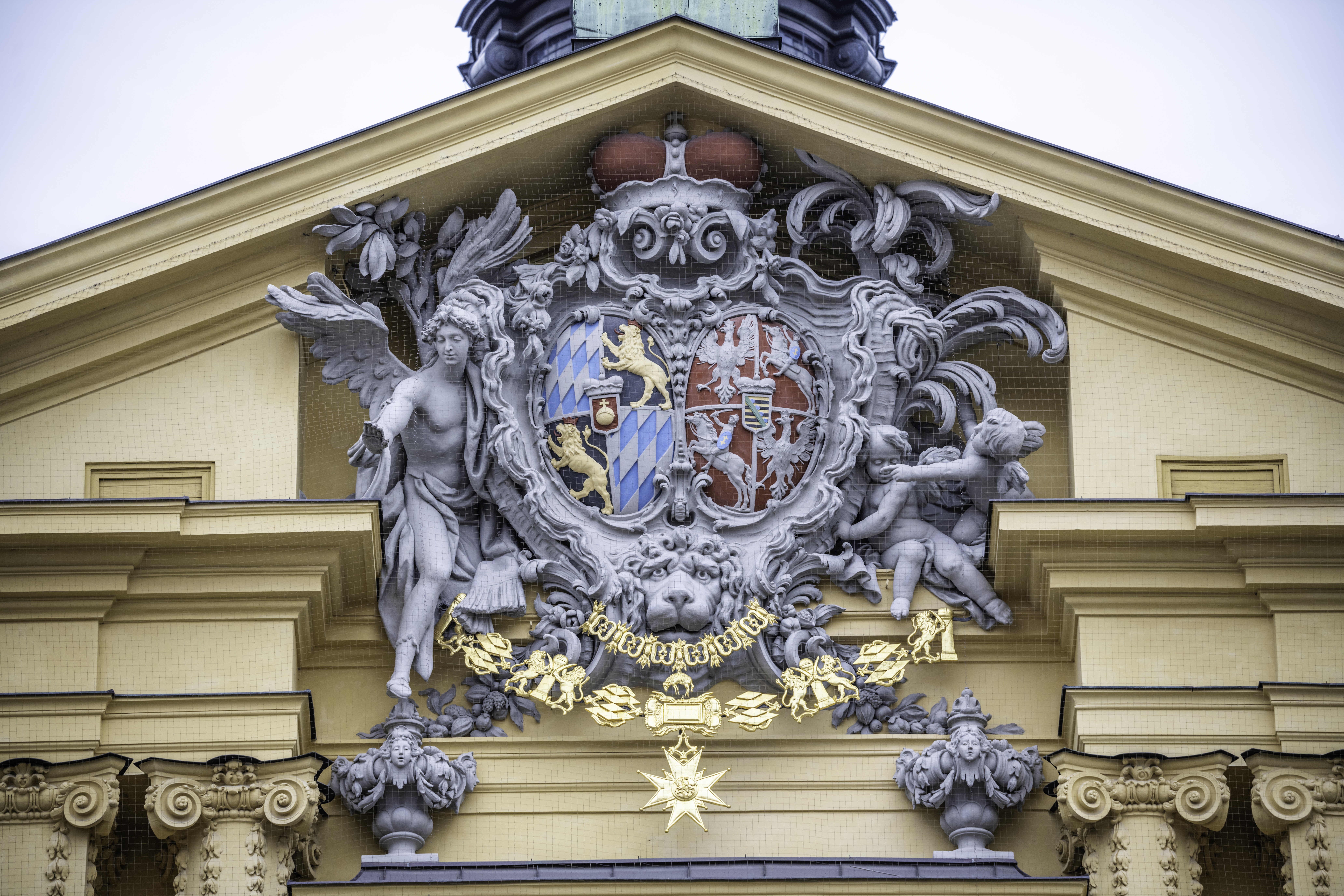
Relevo com os brasões de Maria Ana (à direita) e de seu marido (à esquerda), na Igreja Theatinerkirche, em Munique.

Uma vez que não tinha filhos, Maria Ana liderou as negociações com o rei Frederico II da Prússia para manter a independência da Baviera contra a Áustria após a morte do marido em 1777. Foi também ela quem defendeu os direitos de sucessão do ramo palatino da Casa de Wittelsbach, os Zweibrücken-Birkenfeld, quando o novo príncipe-eleitor Carlos Teodoro tentou ceder a Baixa Baviera à Áustria. Foi concluído um tratado secreto com o sacro-imperador José II da Áustria. Em troca da Baixa Baviera, Carlos Teodoro receberia a Holanda Austríaca (perto da sua terra natal), o palatinado, que já lhe pertencia, Jülich e Berg.
Estes planos acabaram por falhar devido à Guerra de Sucessão da Baviera que rebentou em 1778. Durante a mesma, o rei da Prússia terminou com as tentativas da Áustria de trocar os territórios na Holanda pela Baviera. Quando o sacro-imperador voltou a tentar o mesmo plano em 1784, Frederico II criou a Fürstenbund.
Após a morte do marido, Maria Ana Sofia passou o resto da vida no Palácio de Fürstenried e recebeu a gratidão do povo da Baviera e dos herdeiros do ramo Zweibrücken: o duque Carlos II e o seu irmão Maximiliano I José da Baviera, que sucedeu a Carlos Teodoro em 1799.

## Títulos e estilos
- 29 de agosto de 1728 – 9 de julho de 1747: Sua Alteza Sereníssima Princesa Maria Ana Sofia da Saxónia
- 9 de julho de 1747 – 30 de dezembro de 1777: Sua Alteza Sereníssima A Eleitora da Baviera
- 30 de dezembro de 1777 – 17 de fevereiro de 1797: Sua Alteza Sereníssima A Eleitora Viúva da Baviera

## Genealogia
| João Jorge III | João Jorge III | João Jorge III | João Jorge III | João Jorge III      | João Jorge III      |                     |                     | Ana Sofia da Dinamarca | Ana Sofia da Dinamarca | Ana Sofia da Dinamarca | Ana Sofia da Dinamarca | Ana Sofia da Dinamarca | Ana Sofia da Dinamarca |                        |                        | Cristiano Ernesto de Bayreuth | Cristiano Ernesto de Bayreuth | Cristiano Ernesto de Bayreuth | Cristiano Ernesto de Bayreuth | Cristiano Ernesto de Bayreuth                 | Cristiano Ernesto de Bayreuth                 |                                               |                                               | Sofia Luísa de Württemberg                    | Sofia Luísa de Württemberg                    | Sofia Luísa de Württemberg | Sofia Luísa de Württemberg | Sofia Luísa de Württemberg | Sofia Luísa de Württemberg |  |  | Leopoldo I de Habsburgo | Leopoldo I de Habsburgo | Leopoldo I de Habsburgo | Leopoldo I de Habsburgo | Leopoldo I de Habsburgo | Leopoldo I de Habsburgo |                     |                     | Eleanora Madalena de Neuburg | Eleanora Madalena de Neuburg | Eleanora Madalena de Neuburg | Eleanora Madalena de Neuburg | Eleanora Madalena de Neuburg | Eleanora Madalena de Neuburg |                         |                         | João Frederico de Brunswick-Lüneburg | João Frederico de Brunswick-Lüneburg | João Frederico de Brunswick-Lüneburg | João Frederico de Brunswick-Lüneburg | João Frederico de Brunswick-Lüneburg | João Frederico de Brunswick-Lüneburg |                                      |                                      | Benedita Henriqueta do Palatinado    | Benedita Henriqueta do Palatinado    | Benedita Henriqueta do Palatinado | Benedita Henriqueta do Palatinado | Benedita Henriqueta do Palatinado | Benedita Henriqueta do Palatinado |  |  |
| João Jorge III | João Jorge III | João Jorge III | João Jorge III | João Jorge III      | João Jorge III      |                     |                     | Ana Sofia da Dinamarca | Ana Sofia da Dinamarca | Ana Sofia da Dinamarca | Ana Sofia da Dinamarca | Ana Sofia da Dinamarca | Ana Sofia da Dinamarca |                        |                        | Cristiano Ernesto de Bayreuth | Cristiano Ernesto de Bayreuth | Cristiano Ernesto de Bayreuth | Cristiano Ernesto de Bayreuth | Cristiano Ernesto de Bayreuth                 | Cristiano Ernesto de Bayreuth                 |                                               |                                               | Sofia Luísa de Württemberg                    | Sofia Luísa de Württemberg                    | Sofia Luísa de Württemberg | Sofia Luísa de Württemberg | Sofia Luísa de Württemberg | Sofia Luísa de Württemberg |  |  | Leopoldo I de Habsburgo | Leopoldo I de Habsburgo | Leopoldo I de Habsburgo | Leopoldo I de Habsburgo | Leopoldo I de Habsburgo | Leopoldo I de Habsburgo |                     |                     | Eleanora Madalena de Neuburg | Eleanora Madalena de Neuburg | Eleanora Madalena de Neuburg | Eleanora Madalena de Neuburg | Eleanora Madalena de Neuburg | Eleanora Madalena de Neuburg |                         |                         | João Frederico de Brunswick-Lüneburg | João Frederico de Brunswick-Lüneburg | João Frederico de Brunswick-Lüneburg | João Frederico de Brunswick-Lüneburg | João Frederico de Brunswick-Lüneburg | João Frederico de Brunswick-Lüneburg |                                      |                                      | Benedita Henriqueta do Palatinado    | Benedita Henriqueta do Palatinado    | Benedita Henriqueta do Palatinado | Benedita Henriqueta do Palatinado | Benedita Henriqueta do Palatinado | Benedita Henriqueta do Palatinado |  |  |
|                |                |                |                |                     |                     |                     |                     |                        |                        |                        |                        |                        |                        |                        |                        |                               |                               |                               |                               |                                               |                                               |                                               |                                               |                                               |                                               |                            |                            |                            |                            |  |  |                         |                         |                         |                         |                         |                         |                     |                     |                              |                              |                              |                              |                              |                              |                         |                         |                                      |                                      |                                      |                                      |                                      |                                      |                                      |                                      |                                      |                                      |                                   |                                   |                                   |                                   |  |  |
|                |                |                |                | Augusto II, o Forte | Augusto II, o Forte | Augusto II, o Forte | Augusto II, o Forte | Augusto II, o Forte    | Augusto II, o Forte    |                        |                        |                        |                        |                        |                        |                               |                               |                               |                               | Cristiana Eberardina de Brandemburgo-Bayreuth | Cristiana Eberardina de Brandemburgo-Bayreuth | Cristiana Eberardina de Brandemburgo-Bayreuth | Cristiana Eberardina de Brandemburgo-Bayreuth | Cristiana Eberardina de Brandemburgo-Bayreuth | Cristiana Eberardina de Brandemburgo-Bayreuth |                            |                            |                            |                            |  |  |                         |                         |                         |                         | José I de Habsburgo     | José I de Habsburgo     | José I de Habsburgo | José I de Habsburgo | José I de Habsburgo          | José I de Habsburgo          |                              |                              |                              |                              |                         |                         |                                      |                                      |                                      |                                      | Vilhena Amália de Brunswick-Lüneburg | Vilhena Amália de Brunswick-Lüneburg | Vilhena Amália de Brunswick-Lüneburg | Vilhena Amália de Brunswick-Lüneburg | Vilhena Amália de Brunswick-Lüneburg | Vilhena Amália de Brunswick-Lüneburg |                                   |                                   |                                   |                                   |  |  |
|                |                |                |                | Augusto II, o Forte | Augusto II, o Forte | Augusto II, o Forte | Augusto II, o Forte | Augusto II, o Forte    | Augusto II, o Forte    |                        |                        |                        |                        |                        |                        |                               |                               |                               |                               | Cristiana Eberardina de Brandemburgo-Bayreuth | Cristiana Eberardina de Brandemburgo-Bayreuth | Cristiana Eberardina de Brandemburgo-Bayreuth | Cristiana Eberardina de Brandemburgo-Bayreuth | Cristiana Eberardina de Brandemburgo-Bayreuth | Cristiana Eberardina de Brandemburgo-Bayreuth |                            |                            |                            |                            |  |  |                         |                         |                         |                         | José I de Habsburgo     | José I de Habsburgo     | José I de Habsburgo | José I de Habsburgo | José I de Habsburgo          | José I de Habsburgo          |                              |                              |                              |                              |                         |                         |                                      |                                      |                                      |                                      | Vilhena Amália de Brunswick-Lüneburg | Vilhena Amália de Brunswick-Lüneburg | Vilhena Amália de Brunswick-Lüneburg | Vilhena Amália de Brunswick-Lüneburg | Vilhena Amália de Brunswick-Lüneburg | Vilhena Amália de Brunswick-Lüneburg |                                   |                                   |                                   |                                   |  |  |
|                |                |                |                |                     |                     |                     |                     |                        |                        |                        |                        |                        |                        |                        |                        |                               |                               |                               |                               |                                               |                                               |                                               |                                               |                                               |                                               |                            |                            |                            |                            |  |  |                         |                         |                         |                         |                         |                         |                     |                     |                              |                              |                              |                              |                              |                              |                         |                         |                                      |                                      |                                      |                                      |                                      |                                      |                                      |                                      |                                      |                                      |                                   |                                   |                                   |                                   |  |  |
|                |                |                |                |                     |                     |                     |                     |                        |                        |                        |                        | Augusto III da Polônia | Augusto III da Polônia | Augusto III da Polônia | Augusto III da Polônia | Augusto III da Polônia        | Augusto III da Polônia        |                               |                               |                                               |                                               |                                               |                                               |                                               |                                               |                            |                            |                            |                            |  |  |                         |                         |                         |                         |                         |                         |                     |                     |                              |                              |                              |                              | Maria Josefa da Áustria      | Maria Josefa da Áustria      | Maria Josefa da Áustria | Maria Josefa da Áustria | Maria Josefa da Áustria              | Maria Josefa da Áustria              |                                      |                                      |                                      |                                      |                                      |                                      |                                      |                                      |                                   |                                   |                                   |                                   |  |  |
|                |                |                |                |                     |                     |                     |                     |                        |                        |                        |                        | Augusto III da Polônia | Augusto III da Polônia | Augusto III da Polônia | Augusto III da Polônia | Augusto III da Polônia        | Augusto III da Polônia        |                               |                               |                                               |                                               |                                               |                                               |                                               |                                               |                            |                            |                            |                            |  |  |                         |                         |                         |                         |                         |                         |                     |                     |                              |                              |                              |                              | Maria Josefa da Áustria      | Maria Josefa da Áustria      | Maria Josefa da Áustria | Maria Josefa da Áustria | Maria Josefa da Áustria              | Maria Josefa da Áustria              |                                      |                                      |                                      |                                      |                                      |                                      |                                      |                                      |                                   |                                   |                                   |                                   |  |  |
|                |                |                |                |                     |                     |                     |                     |                        |                        |                        |                        |                        |                        |                        |                        |                               |                               |                               |                               |                                               |                                               |                                               |                                               |                                               |                                               |                            |                            |                            |                            |  |  |                         |                         |                         |                         |                         |                         |                     |                     |                              |                              |                              |                              |                              |                              |                         |                         |                                      |                                      |                                      |                                      |                                      |                                      |                                      |                                      |                                      |                                      |                                   |                                   |                                   |                                   |  |  |
|                |                |                |                |                     |                     |                     |                     |                        |                        |                        |                        |                        |                        |                        |                        |                               |                               |                               |                               |                                               |                                               |                                               |                                               |                                               |                                               |                            |                            | Maria Anna                 |                            |  |  |                         |                         |                         |                         |                         |                         |                     |                     |                              |                              |                              |                              |                              |                              |                         |                         |                                      |                                      |                                      |                                      |                                      |                                      |                                      |                                      |                                      |                                      |                                   |                                   |                                   |                                   |  |  |